# 八十里越
八十里越（はちじゅうりごえ）は、新潟県の三条市から魚沼市を経由して、福島県の南会津郡只見町に至る街道および峠である。

## 概要
三条市下田地区から魚沼市の北端部を経由して只見町に至る街道で、北側の中ノ又山（標高1070m）と南側の浅草岳（標高1585 m）との中間の鞍部に鞍掛峠（くらかけとうげ、標高965 m）、木の根峠（きのねとうげ、標高845 m）の2箇所の峠がある。
八十里越の名の由来は、実際の距離は八里（約31 km）でありながら、険しさゆえに一里が十里にも感じられるほど余りに急峻かつ長大な山道であることなど、諸説ある。
明治時代後期までは、新潟県中越地方北部と福島県会津地方南部とを結ぶ重要な街道で、新潟から南会津へは塩、魚類や鉄製品などの生活物資が、南会津から新潟へは繊維の原料や林産物などが運ばれるなどしていた。
だが沿道は急峻な地形で豪雪地帯でもあり、1914年（大正3年）に岩越線（現在の磐越西線）が全通すると、人々の移動や物資の輸送は鉄道へ移行し、鉄道網や道路網がその後全国各地で整備される一方で、八十里越は衰退の一途をたどった。新潟側の最奥の宿場町であった下田村の吉ヶ平集落は、1970年3月に集団離村した。
共に新潟県中越地方と只見町との間を結ぶ街道の一つで、約15 km南西側に所在する魚沼市と同町の間の六十里越では、1970年代前半に国道252号と東日本旅客鉄道（JR東日本）の只見線が、それぞれ県境区間の開通および開業によって通行が容易となったが、それとは対照的に八十里越の整備は今日に至るまで遅々として進まず、2015年（平成27年）の時点でも国道289号などの国県道はいずれも両県境を挟んで約20 kmにわたり、自動車の通行不能区間が残存している。
新潟県・福島県と国土交通省では、国道289号の通行不能区間を解消するため「八十里越」の改築事業を実施している（詳細は八十里越 (一次改築)を参照）。

## 歴史

### 河井継之助

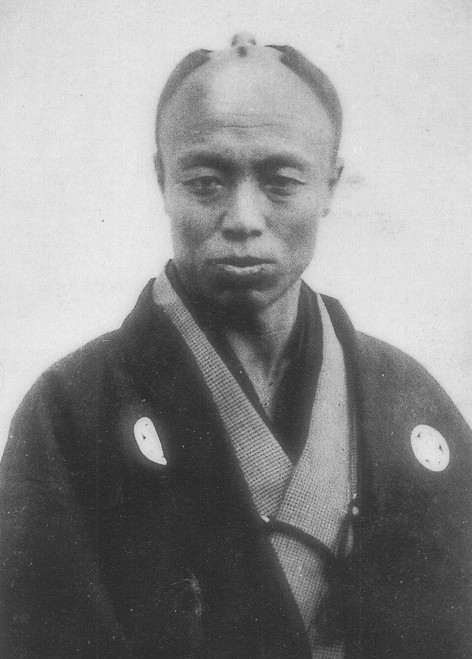
河井継之助

八十里越は、幕末から戊辰戦争時にかけて越後長岡藩の家老であった河井継之助が生涯最後に越えた峠であり、現在の只見町は継之助の最期の地として知られる。
慶応4年（1868年）夏の北越戦争で長岡藩は継之助の巧みな用兵により、開戦当初は新政府軍と互角に戦ったが、徐々に押され5月19日（新暦7月8日）に長岡城を奪われた。長岡藩は7月24日（9月10日）夕刻、八丁沖渡沼作戦によって新政府軍を奇襲し、翌日には長岡城を奪還したが、奇襲作戦の最中に継之助は左膝に流れ弾を受け重傷を負った。その4日後に長岡城は再び陥落し、継之助は戸板で担送され会津へ落ち延びた。
一行は8月3日（9月18日）、越後側の麓の吉ケ平に着き、翌4日に八十里越に向かい、山中で一泊して只見に着いた。この間に拓かれた短路はのちに「河井新道」と呼び伝えられた。また継之助は峠を越える際「八十里 こしぬけ武士の 越す峠」という、「腰抜け」と「越後を脱け出る」とを重ねた自嘲の句を詠んでいる。
しかし、継之助が負った傷は只見に着いた頃には既に破傷風によって悪化しており、一行は若松（現在の会津若松市）を目指して東進したものの、継之助は8月16日（10月1日）、塩沢（現在の只見町大字塩沢）の医師宅で死去した。
塩沢の終焉家の所在地は1961年（昭和36年）、只見川の電源開発に伴って水没し、終焉の間は近隣の大字塩沢字上ノ台に所在する河井継之助記念館に移築保存されている。

### 一般国道289号
1970年（昭和45年）4月1日付で、八十里越を含む新潟県 - 福島県の区間が一般国道289号に指定された。同年吉ヶ平が集団離村し、八十里越は荒廃する。
八十里越は車両通行が不可能（点線国道）であることから新潟県・福島県と国土交通省によって、三条市大字塩野淵字御所から只見町大字叶津字入叶津に至る、総延長20.8 kmの区間で道路を新設し、通年車両通行可能にすることを目的とした一次改築事業が「八十里越」として進められている。